# 貝登堡墓
0°25′09″S 36°57′00″E / 0.419065°S 36.950113°E
貝登堡墓（英語：Baden-Powell Grave）是羅伯特·貝登堡與其妻子奧莉芙·貝登堡的墓地，位於肯亞的尼耶利，靠近肯亞山。貝登堡爵士於1941年過世，並葬於馬賽自然公園的聖彼得墓園（St. Peter's Cemetery）。他的墓碑刻上了一個大圓，圓心點上一個黑點，在追蹤記號中代表「我已回」。當貝登堡夫人過世時，她的骨灰被送到肯亞，並葬在貝登堡的旁邊。肯亞宣布貝登堡墓為國家名勝古蹟。